# BarBara Luna
Barbara Ann Luna, detta BarBara (New York, 2 marzo 1937), è un'attrice statunitense.

## Biografia
Barbara Ann Luna nasce a New York il 2 marzo 1937.. Fin da bambina inizia a calcare i palcoscenici di Broadway, dove recita interamente in lingua francese nella commedia musicale South Pacific di Rodgers e Hammerstein, interpretando il personaggio di Ngana. Successivamente viene scritturata per la celebre commedia The King and I. Dopo anni di repliche di questo successo, fa un provino per un ruolo minore nel dramma teatrale La casa da tè alla luna d'agosto, ma viene scritturata per interpretare la protagonista. Mentre recita in un teatro di Los Angeles, è notata dal regista Mervyn LeRoy, che le affida il ruolo della ragazza cieca Camille nella pellicola Il diavolo alle 4 (1961).
Nel 1967 Barbara Luna prende parte al franchise di Star Trek, impersonando il tenente Marlena Moreau, ufficiale di plancia della USS Enterprise, nell'universo ordinario e ufficiale e amante di James T. Kirk della ISS Enterprise dell'universo alternativo "dello specchio", nel quarto episodio della seconda stagione della serie classica Star Trek, Specchio, specchio (Mirror, Mirror), diretto da Marc Daniels e trasmesso il 6 ottobre 1967.

## Filmografia parziale

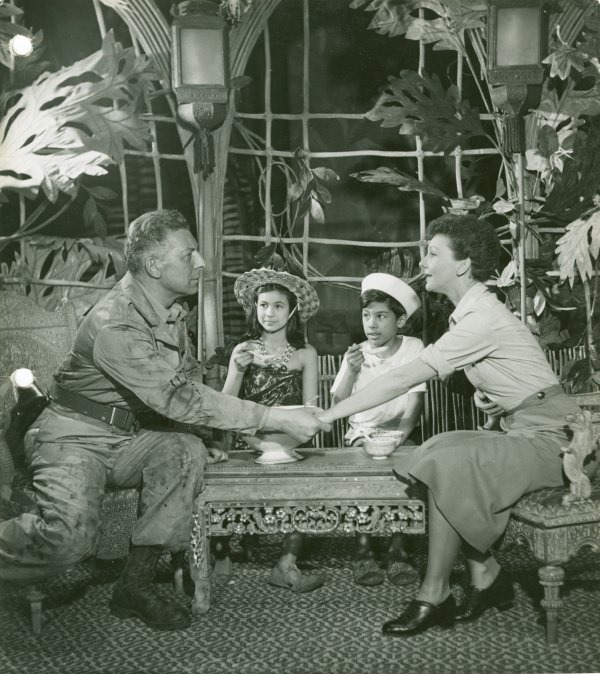
Ezio Pinza, Barbara Luna, Michael or Noel De Leon, Mary Martin in South Pacific (1949)

### Cinema
- La valanga dei tanks (Tank Battalion), regia di Sherman Rose (1958)
- Il portoricano (Cry Tough), regia di Paul Stanley (1959)
- Il diavolo alle 4 (The Devil at 4 O'Clock), regia di Mervyn LeRoy (1961)
- Cinque settimane in pallone (Five Weeks in a Balloon), regia di Irwin Allen (1962)
- Il patto dei cinque (Dime with a Halo), regia di Boris Sagal (1963)
- Ad ovest del Montana (Mail Order Bride), regia di Burt Kennedy (1964)
- Synanon, regia di Richard Quine (1965)
- La nave dei folli (Ship of Fools), regia di Stanley Kramer (1965)
- L'ora della furia (Firecreek), regia di Vincent McEveety (1968)
- Che!, regia di Richard Fleischer (1969)
- Lo chiamavano Sergente Blu (The Gatling Gun), regia di Robert Gordon (1971)
- The Concrete Jungle, regia di Tom DeSimone (1982)

### Televisione
- Have Gun - Will Travel – serie TV, episodio 1x37 (1958)
- Zorro – serie TV, 4 episodi (1958)
- Perry Mason – serie TV, episodio 2x04 (1958)
- The Texan – serie TV, episodi 2x09-2x10 (1959)
- Westinghouse Desilu Playhouse – serie TV, episodio 2x04 (1959)
- Hawaiian Eye – serie TV, episodi 1x13-1x18-3x27 (1959-1962)
- Bonanza – serie TV, episodio 1x16 (1960)
- Avventure in paradiso (Adventures in Paradise) – serie TV, episodio 2x04 (1960)
- Tales of Wells Fargo – serie TV, 1 episodio (1960)
- Lock-Up – serie TV, episodio 2x15 (1960)
- Gunslinger – serie TV, episodio 1x11 (1961)
- Carovana (Stagecoach West) – serie TV, episodio 1x29 (1961)
- Gunsmoke – serie TV, episodio 7x21 (1962)
- The Wide Country – serie TV, episodio 1x24 (1963)
- G.E. True – serie TV, episodio 1x33 (1963)
- Ripcord – serie TV, episodio 2x27 (1963)
- Ben Casey – serie TV, episodio 5x12 (1965)
- La legge di Burke (Burke's Law) – serie TV, episodio 3x06 (1965)
- Selvaggio west (The Wild Wild West) – serie TV, episodio 1x02 (1965)
- The Wackiest Ship in the Army – serie TV, episodio 1x13 (1965)
- Laredo – serie TV, 1 episodio (1966)
- Tarzan – serie TV, episodio 2x06 (1967)
- Cimarron Strip – serie TV, episodio 1x02 (1967)
- F.B.I. (The F.B.I.) – serie TV, 4 episodi (1965-1974)
- Ai confini dell'Arizona (The High Chaparral) – serie TV, episodio 1x16 (1967)
- Star Trek – serie TV, episodio 2x04 (1967)
- La grande vallata (The Big Valley) – serie TV, episodio 3x18 (1968)
- Lancer – serie TV, episodio 2x25 (1970)
- Giovani avvocati (The Young Lawyers) – serie TV, episodio 1x07 (1970)
- L'uomo da sei milioni di dollari (The Six Million Dollar Man) – serie TV, episodio 4x07 (1976)
- Charlie's Angels – serie TV, episodio 5x14 (1981)

## Teatro
- South Pacific (1949-1954)
- The King and I (1951-1954)
- La casa da tè alla luna d'agosto (1953-1956)
- A Chorus Line (1975-1990)